# Постмодерн
Постмоде́рн — історичний період після завершення модерну та особливий умонастрій, який поширився у всіх сферах людської життєдіяльності: культурі, філософії, політиці, економіці, техніці, науці, сфері планетарного комунікативного праксису тощо. За постмодерну здобувають панівні позиції плюралізм, еклектика, іронія, утверджуються масові суспільство та культура, постіндустріальні економічні відносини, зростає значення електронних ЗМІ та візуальних засобів передачі інформації. Початком періоду постмодерну зазвичай вважається третя чверть XX століття — 1960-70-і роки, відколи він триває і дотепер.
Світоглядно-мистецький напрям, що виник за постмодерну, має назву постмодернізм. У філософії, після виходу книги «Ситуація постмодерну» (1979) Жан-Франсуа Ліотара, постмодернізмом також називається умонастрій цього періоду, хоча доцільнішим є термін постструктуралізм, котрий часто вживається як синонім філософського постмодернізму.

## Історія терміна

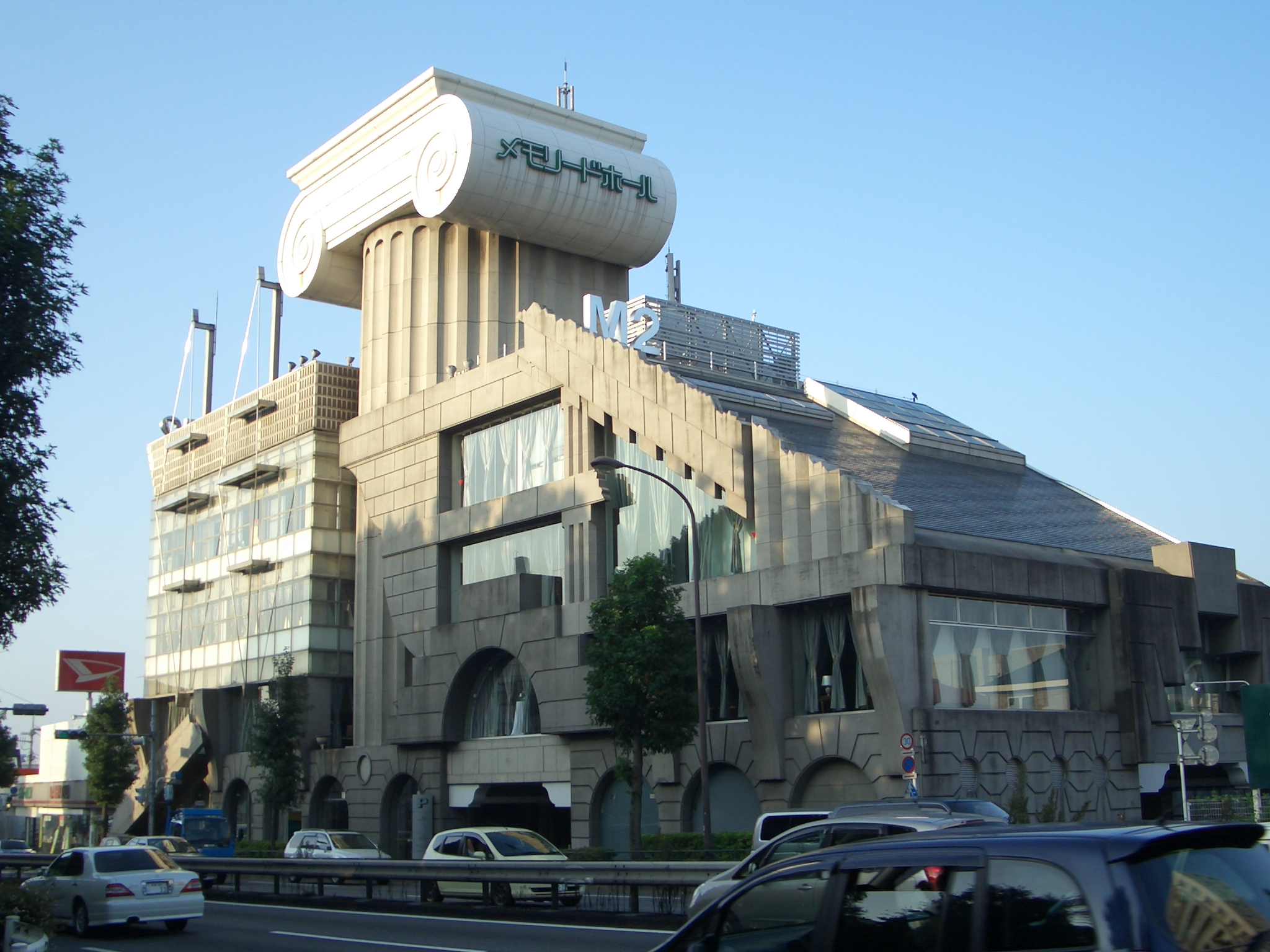
Еклектика — одна з чільних рис постмодерної архітектури (Будівля M2, Токіо)

Термін «постмодерн» вперше вжив німецький філософ і письменник Рудольф Паннвіц у книзі «Криза європейської культури» в 1917 році. Ним мислитель позначав вихід з модерну, що вичерпав себе в декадентстві та нігілізмі. Постмодерна людина в його баченні перебуває в рівновазі між елітарністю та варварством, а її епосі притаманні націоналізм та мілітаризм.
Натомість іспанський літературознавець Федеріко де Оніс у 1934 році під постмодерном мав на увазі вершину розвитку культури за короткий період в історії іспанської та латиноамериканської словесності. Цей період під назвою «постмодернізм» тривав у 1905—1914 роках, між модернізмом (1896—1905) і ультрамодернізмом (1914—1932).
Інше розуміння постмодерну мав англійський історик Девід Сомервелл, що в 1947 році в короткому викладі «Дослідження історії» Арнольда Тойнбі назвав так період західноєвропейської культури від 1875 року (після франко-прусської війни). Для постмодерну тут характерний перехід від політики, обмеженої національними державами, до політики на рівні міжнародних відносин. Сам Тойнбі запропонував концепцію постмодерну як епохи невизначеності, порушення стабільності західної цивілізації, зневіри в раціоналізмі та прогресі.
Американський літературний критик і публіцист Ірвінг Хау в 1959 році характеризував літературу того часу як «постмодерну» — мляву, вичерпану і позбавлену сили. Письменник і літературознавець Леслі Фідлер в 1969 р. називав постмодерном стан тодішньої літератури з її злиттям жанрів і стилів, стиранням межі між автором і читачем, на противагу творчій літературі модерну.
Американський економіст Пітер Друкер у 1957 році під постмодерним суспільством розумів суспільство, що досягне якісно вищого рівня життя завдяки освіті, лібералізму та впровадженню новітніх технологій. Історик Джеффрі Барраклоу в 1964 визначав постмодерн як період наукових і технологічних революцій, переходу до масового суспільства, становлення нових форм культури. Соціолог і публіцист Чарльз Міллс у 1959 навпаки називав постмодерном тогочасний період, якому притаманні розчарування в ідеалах модерну, зокрема розуму та свободи.
Жан-Франсуа Ліотар в 1979 називав постмодерном складову частину модерну, епоху, що передує оновленню модерну. В його розумінні постмодерн — це час, якому притаманні експерименти, мовні ігри та еклектика, стирання меж між опозиціями, відмова від модерної грандіозності та універсалізму.

## Аспекти постмодерну

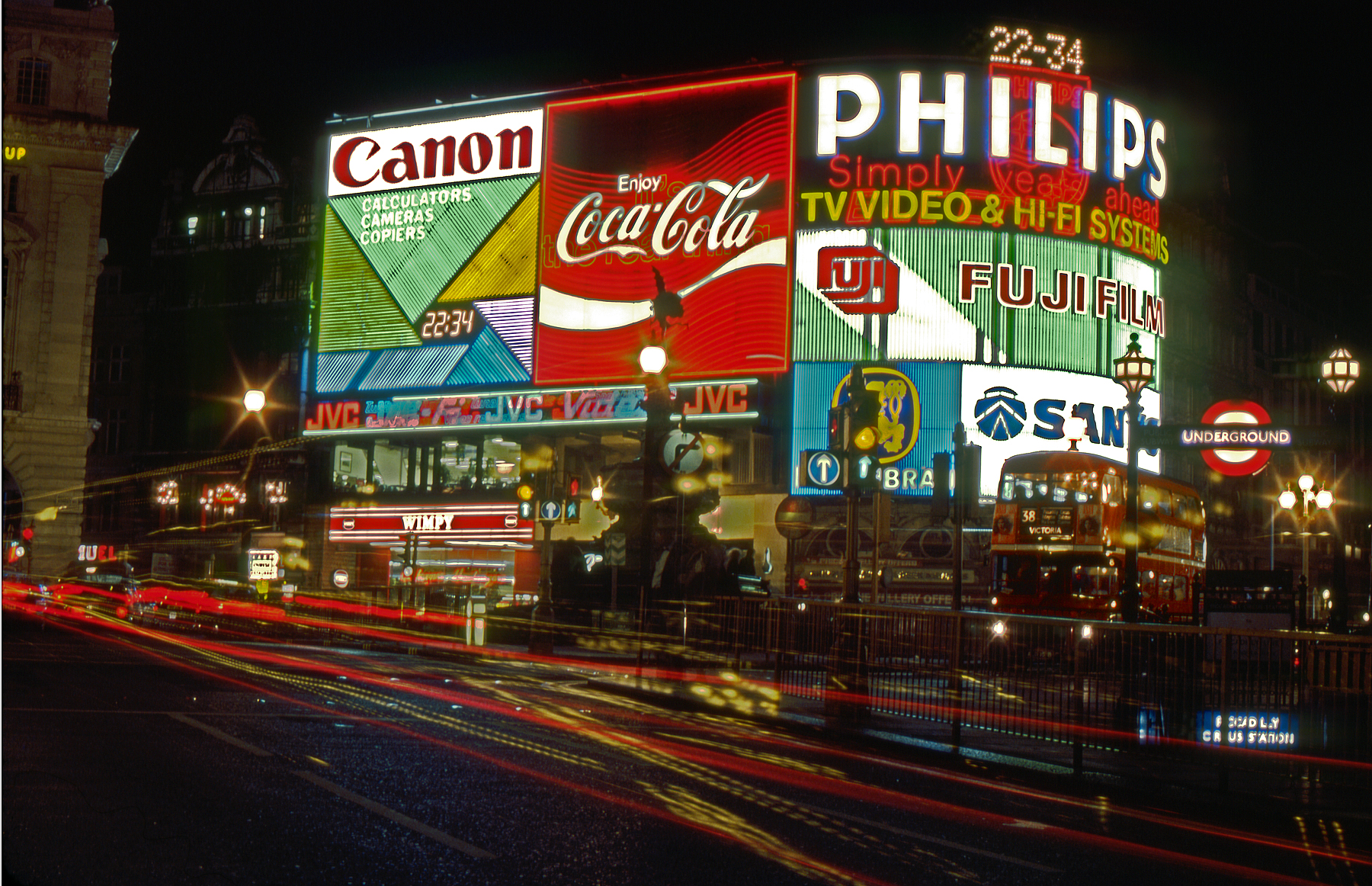
За постмодерну панують масовість, візуальність, електронні технології та споживацтво (площа Пікаділлі, Лондон)

Постмодерн може розглядатися в таких аспектах:
- Історичний період після модерну, що починається в 1960—1970 роки;
- Після-модерн — посилення, розширення тенденцій модерну;
- Контр-модерн — спротив модерну, протилежність йому, модерн навпаки;
- Пізній капіталізм — пост-індустріальний, споживальницький, мульти- і транснаціональний капіталізм;
- Мистецька і стилістична еклектика — гібридні форми та жанри, змішання стилів різних культур і періодів, деконструкція і реконструкція стилів у архітектурі, літературі, візуальному мистецтві;
- «Глобальне село» — перегляд ідентичності націй, поширення інформації попри кордони, розмиття меж національної, мовної, етнічної, культурної ідентичності[3].

## Відмінності модерну і постмодерну
| Період    | Модерн | Постмодерн |
| --------- | --- | --- |
| Тенденції | Характерні авторські наративи про історію, культуру, національну ідентичність. Творення міфів про походження культур і етносів. | Недовіра до особи автора, або й заперечення його значущості. Іронічна деконструкція авторських наративів. Контр-міфи походження культур і етносів. |
| Тенденції | Віра в можливість «теорії всього», всеохопних пояснень історії, культури тощо                                                   | Заперечення загальних теорій, створення локальних та умовних теорій                                                                                |
| Тенденції | Віра в соціальну і культурну єдність людства, ієрархію суспільства, засновану на певних загальних законах                       | Соціальний і культурний плюралізм, спростування існування загальних законів культури, історичного розвитку тощо                                    |
| Тенденції | Віра в благо від прогресу науки й технологій, незворотність розвитку                                                            | Скептицизм щодо прогресу, сумніви в його корисності та безповоротності. Недовіра до технологій, нео-луддизм, Нью-ейдж.                             |
| Тенденції | Індивідуалізм, віра в цілісну особистість, загальність ідентичності                                                             | Віра в різноманітну ідентичність, фрагментовану і децентралізовану особистість                                                                     |
| Тенденції | Ідея про сім'ю як основну складову суспільства. Характерна нуклеарна сім'я (двоє батьків різної статі та їхні діти).            | Прийняття, крім нуклеарної, також інших різноманітних моделей сім'ї                                                                                |
| Тенденції | Ієрархія, порядок, централізований контроль                                                                                     | Децентралізація, фрагментація |
| Тенденції | Довіра великим політичним утворенням: державі, партії                                                                           | Довіра до локальних політичних утворень, самоврядування                                                                                            |
| Тенденції | Віра в більше значення «глибини» семіотичного тексту, а не «поверхні», концепція «кореня»                                       | Відмова від «глибини», «ризома» |
| Тенденції | Віра в цінність реальності, що стоїть за образами медіа і репрезентації, оригіналу                                              | Цінність репрезентації, образу речей і явищ, а не самих речей і явищ                                                                               |
| Тенденції | Протиставлення «високої» та «низької» культури                                                                                  | Змішання «високої» та «низької» культури, поп-культура                                                                                             |
| Тенденції | Масові культура, споживання, маркетинг                                                                                          | Нішеві продукти і маркетинг |
| Тенденції | Твір мистецтва як унікальний і завершений об'єкт, виконаний згідно стандартів                                                   | Мистецтво як процес, участь аудиторії в дотворенні твору                                                                                           |
| Тенденції | Накопичення знання, енциклопедія                                                                                                | Пошук у конгломераті знання. Сьогоденне, минуще знання. Світова Мережа.                                                                            |
| Тенденції | Трансляція, повідомлення для широкого загалу з централізованого джерела                                                         | Дистрибуція повідомлення багатьох для багатьох, контекстуальні повідомлення                                                                        |
| Тенденції | Центризоване знання | Розпорошене знання, мережа знань |
| Тенденції | Детермінованість | Заперечення детермінованості |
| Тенденції | Серйозність | Гра, іронія, інверсія |
| Тенденції | Розділення аудіального, візуального мистецтва, жанрів, стилів, наперед визначена структура творів                               | Гібридні, компромісні жанри і стилі, інтертекстуальність                                                                                           |
| Тенденції | Архітектура і дизайн за зразком Нью-Йорка, Берліна                                                                              | Архітектура і дизайн за зразком Лос-Анджелеса, Лас-Вегаса                                                                                          |
| Тенденції | Розділення органічного і неорганічного, людини і машини                                                                         | Змішання органічного і неорганічного, людини і машини                                                                                              |
| Тенденції | Уніфікована сексуальність, диференціація статей. Маргіналізованість/ексклюзивність порнографії.                                 | Андрогінність, розмитість норм сексуальності. Масове виробництво порнографії.                                                                      |
| Тенденції | Книга як основний носій інформації, організація інформації за принципом бібліотеки                                              | Гіпермедіа, Всесвітнє павутиння |